# Лемківський хор села Підзамочок
Лемківський хор с. Підзамочок — народний аматорський обрядово-фольклорний лемківський хор с. Підзамочок Бучацького району Тернопільської області. Заснований 1968 року Теодозієм Кралькою.

## Історія хору

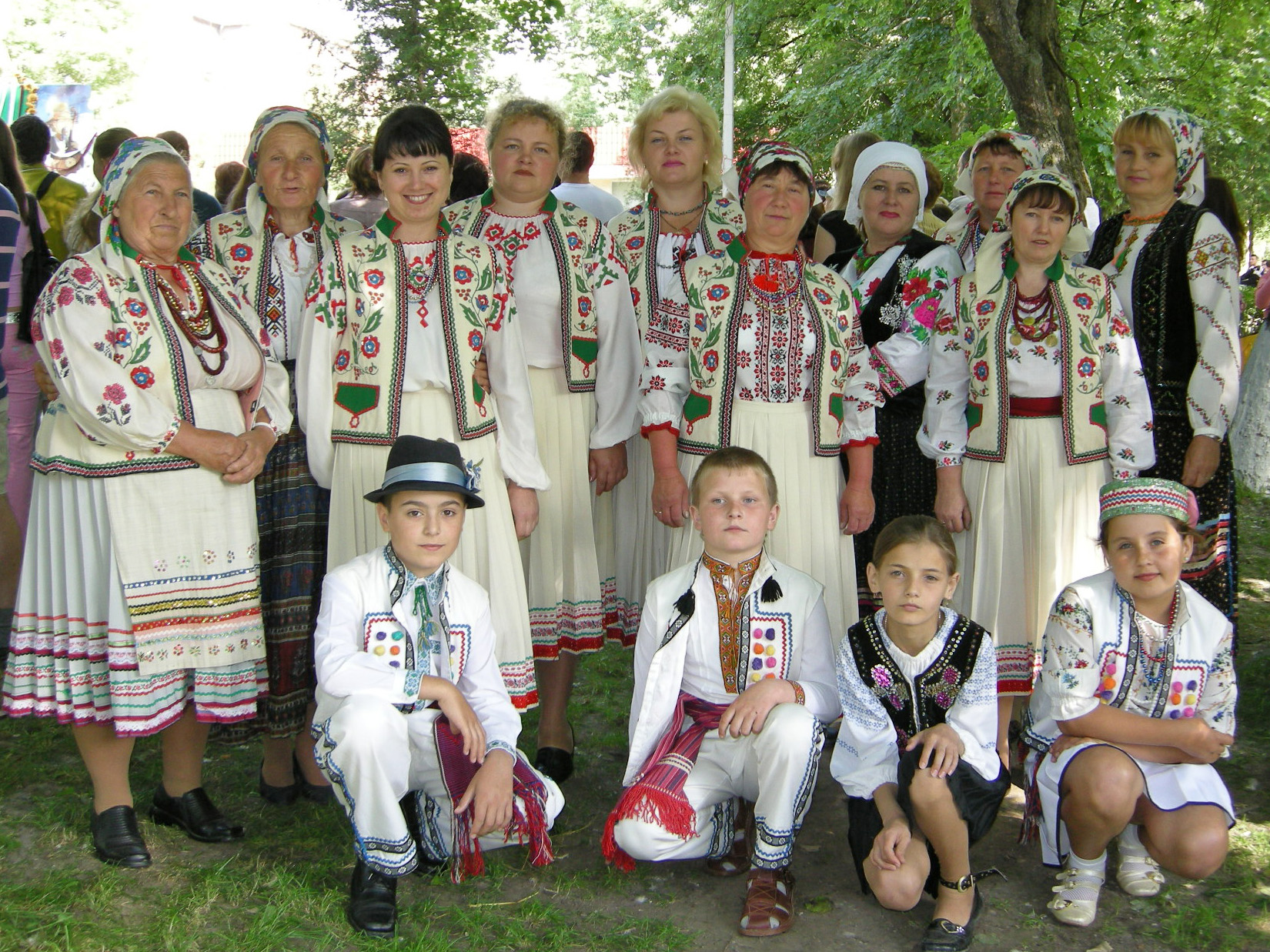
На концерті в Бучачі (16.06.2008)

1982 року колектив хору одержує звання народного. Виступи хору транслює телебачення, записує на радіо. Хор періодично їздить на «Лемківську ватру» в Польщу. Після смерті в 1995 році Теодозія Кральки керівниками колективу стають З. Писарчук та Ганна Ковалишин.
Від часу заснування фестивалю «Дзвонів Лемківщини», колектив — постійний учасник цього фестивалю.